# Maison du Prévôt (Bouillon)
Pour les articles homonymes, voir Maison du Prévôt.
L'ancienne maison du Prévôt appelée aussi maison du Commandant de Place est un immeuble classé situé dans la ville et commune de Bouillon en province de Luxembourg (Belgique).  

## Localisation
L'ancienne maison du Prévôt se trouve au nord de la ville, sur la rive gauche de la Semois, entre le boulevard Vauban (anciennement boulevard Heynen, pour la façade avant) et la rue des Bastions (pour la façade arrière). Le bastion de Bretagne se dresse à la limite de la propriété et l'ancienne caserne Vauban se situe à proximité.

## Historique
Elle fut construite en 1690 près de la caserne militaire édifiée sous la direction de Vauban. 
Sous l’Ancien Régime, le prévôt était un agent du duc de Bouillon chargé essentiellement de rendre la justice et d’administrer les domaines. La demeure actuelle a probablement été reconstruite dans la première moitié du XVIIIe siècle.
Depuis, plusieurs familles bouillonnaises y ont habité dont le docteur Léon Corbiau.
En 1980, le C.P.A.S. s'y installe à son tour.

## Description
Ce bâtiment symétrique, de base rectangulaire, enduit et peint, mesure approximativement 17 mètres de long et une largeur d'environ 11 mètres. Il compte sept travées en double corps et deux niveaux (un étage). La maison est précédée par un jardin emmuré en pierres de schiste avec entrée grillagée. Les deux façades avant (côté Semois) et arrière (rue des Bastions) se caractérisent par des baies vitrées rectangulaires surmontées par des linteaux droits avec clés de voûte⇐ passantes. La toiture à quatre pans en ardoises est percée de deux lucarnes au-dessus de chaque façade et de deux hautes cheminées se dressant au-dessus de chaque pignon.

## Classement et protection
La maison du Commandant de Place (aussi dénommée Maison du Prévôt) sise entre le Boulevard Heynen et le Champ Prévôt : façades et toitures ainsi que les murs d'enceinte du jardin clôturant la propriété sont classés depuis le 2 septembre 1985 et repris sur la liste du patrimoine immobilier classé de Bouillon.